# گومولسان
گومّولسان (به لاتین: Geummulsan) یک کوه در کره جنوبی است که در کره جنوبی واقع شده‌است. گومولسان ۷۹۱ متر بالاتر از سطح دریا واقع شده‌است.